# Coupe de Belgique de football 1979-1980
Navigation
Édition précédente Édition suivante
La Coupe de Belgique 1979-1980 est la vingt-cinquième édition de l'épreuve.
Elle voit la victoire finale, au stade du Heysel à Bruxelles, de Waterschei THOR qui prend la mesure de Beveren.
Celui-ci avait été se qualifier au Standard lors des Demi-finales, après avoir déjà éliminé le Club Brugeois.
C'est la toute première victoire des « Thorians » dans l'épreuve et par la même occasion le premier succès d'un club de la Province de Limbourg après trois échecs en finale (Waterschei '66, Saint-Trond '71 et Tongres '74).

## Fonctionnement - Règlement
La Coupe de Belgique 1979-1980 est jouée par matchs à élimination directe jusqu'au stade des 1/8es de finale. Ensuite les Quarts et les Demi-finales sont joués par rencontres aller/retour. Les équipes de Division 1 et de Division 2 commencent l'épreuve à partir des trente-deuxièmes de finale.
Au total 256 clubs participent à la 25e édition de l'épreuve.
Pour l'édition 79-80, quatre tours préliminaires concernent 224 clubs issus de tous les niveaux inférieurs. Au total, les 256 équipes proviennent des divisions suivantes :
- 131 clubs provinciaux
- 59 clubs de Promotion
- 32 clubs de Division 3
- 16 clubs de Division 2
- 18 clubs de Division 1

### Déroulement schématique

#### Tours préliminaires
- TOUR 1: 64 rencontres, 128 clubs des Séries provinciales
  - TOUR 2: 64 rencontres, 64 qualifiés du Tour 1 + les 64 clubs de Promotion de la saison précédente (qui sont têtes de série et ne se rencontrent pas entre eux)
    - TOUR 3: 32 rencontres, 64 qualifiés du Tour 2 (pré-tirage intégral, plus de tête de série)
      - TOUR 4: 32 rencontres, 32 qualifiés du Tour 3 + les 32 clubs de Division 3 de la saison précédente (qui sont têtes de série et ne se rencontrent pas entre eux)

#### Phase finale
- 1/32e de finale : 32 qualifiés du Tour 4, 16 clubs de Division 2 de la saison précédente et 16 clubs de Division 1 de la saison précédente (D1 et D2 sont têtes de série et ne se rencontrent pas entre elles)
  - 1/16e de finale (à partir de ce tour, tirage intégral, plus de têtes de série)
    - 1/8e de finale
      - 1/4 de finale (aller/retour)
        - 1/2 finales (aller/retour)
          - FINALE

### Prolongation - Replay
Lors des 1/32e et des 1/16e de finale, en cas d'égalité à la fin du temps réglementaire, on joue une prolongation de 2x15 minutes, suivie d'une séance de tirs au but si la parité subsiste. Pour les tours suivants, si une égalité persiste aux termes de la prolongation, la partie est rejouée sur le terrain de l'équipe qui s'est déplacée. Les Tirs au but n'interviennent qu'à la fin d'une nouvelle prolongation lors du "replay".

## Calendrier
Le tirage au sort des quatre tours éliminatoires et des trente-deuxièmes de finale a lieu en juin 1979 au siège de l'URSBSFA.
| Nom                                   | Tirage au sort | Date aller                            | Date retour                           | Équipes participantes | Équipes restantes |
| ------------------------------------- | -------------- | ------------------------------------- | ------------------------------------- | --------------------- | ----------------- |
| Quatrième tour préliminaire           | juin 1979      | 18 et 19 août 1979                    | 18 et 19 août 1979                    | 64                    | 32                |
| Trente-deuxièmes de finale *          | juin 1979      | 25 et 26 août 1979                    | 25 et 26 août 1979                    | 64                    | 32                |
| Seizièmes de finale                   | ???            | 31 octobre 1979 et 1er novembre 1979  | 31 octobre 1979 et 1er novembre 1979  | 32                    | 16                |
| Huitièmes de finale                   | ???            | du 15 décembre 1979 au 9 janvier 1980 | du 15 décembre 1979 au 9 janvier 1980 | 16                    | 8                 |
| Quarts de finale                      | ???            | 23 et 24 février 1980                 | 23 mars 1980                          | 8                     | 4                 |
| Demi-finales                          | ???            | 17 et 18 mai 1980                     | 26 et 27 mai 1980                     | 4                     | 2                 |
| Finale                                | -              | 10 juin 1980                          | 10 juin 1980                          | 2                     | -                 |
| * entrée des clubs de D1 et D2 belges |                |                                       |                                       |                       |                   |

## Trente-deuxièmes de finale

### Participants

#### par Régions
| Régions         | Total | D1 | D2 | D3 | P  | Prov' |
| --------------- | ----- | -- | -- | -- | -- | ----- |
| Bruxelles       | 5     | 2  | 2  | 1  | 0  | 0     |
| Région flamande | 46    | 13 | 12 | 14 | 6  | 1     |
| Région wallonne | 13    | 3  | 2  | 2  | 5  | 1     |
| TOTAUX          | 64    | 18 | 16 | 17 | 11 | 2     |

#### par Provinces
La Luxembourg ne compte plus aucun représentant.
| # | Provinces                                                                                               | Total    | Div. 1 | Div. 2  | Div. 3  | Prom    | prov' |
| - | --- | -------- | ------ | ------- | ------- | ------- | ----- |
| 1 | Province d'Anvers                                                                                       | 12       | 4      | 3       | 4       | 1       | 0     |
| 2 | Province de Brabant Région de Bruxelles-Capitale Province du Brabant flamand Province du Brabant wallon | 10 5 4 1 | 2 2 0  | 3 2 1 0 | 3 1 2 0 | 1 0 1 0 | 1 0 1 |
| 3 | Province de Flandre-Occidentale                                                                         | 11       | 3      | 3       | 4       | 1       | 0     |
| 4 | Province de Flandre-Orientale                                                                           | 7        | 2      | 3       | 1       | 0       | 1     |
| 5 | Province de Hainaut                                                                                     | 3        | 1      | 1       | 0       | 1       | 0     |
| 6 | Province de Liège                                                                                       | 5        | 2      | 0       | 1       | 2       | 0     |
| 7 | Province de Limbourg                                                                                    | 13       | 4      | 3       | 3       | 3       | 0     |
| 8 | Province de Namur                                                                                       | 3        | 0      | 0       | 1       | 2       | 0     |
|   | TOTAUX                                                                                                  | 64       | 18     | 16      | 17      | 11      | 2     |

### Résultats
Ce tour est joué, le samedi 25 août 1979 et le dimanche 26 août 1979, en une seule manche disputée sur le terrain de la première équipe citée. En cas d'accord entre les clubs concernés, l'ordre du tirage au sort peut être inversé.
- 64 clubs, 32 rencontres.
  - Néo-promu en D1, le K. SC Hasselt est le seul éliminé des clubs de l'élite.
  - Deux cercles de Division 3 franchissent le cap.
  - Le petit poucet s'appelle Andenne (Promotion) qui rentre victorieux d'Harelbeke (D2).

|  | Clubs qualifiés pour le tour suivant |
|  | Tenant du trophée                    |

| Dates      | Niv | N° | Équipe 1                         | Équipe 2                        | Score 90' | Score Prol. | Tirs au but |
| 25/08/1979 | T   | 1  | R. FC Liégeois (I)               | K. Hoger Op Merchtem ( P)       | 8-0       |             |             |
| 25/08/1979 | T   | 2  | K. SC Eendracht Aalst (II)       | Hoeselt V&V ( II)               | 4-1       |             |             |
| 25/08/1979 | T   | 3  | V&V Overpelt-Fabriek (III)       | K. St-Niklaasse SK (II)         | 1-0       |             |             |
| 25/08/1979 | T   | 4  | K. Beringen FC (I)               | Union Basse-Sambre Auvelais (P) | 4-1       |             |             |
| 25/08/1979 | T   | 5  | K. SV Waterschei THOR Genk (I)   | SK Bree ( P)                    | 7-0       |             |             |
| 25/08/1979 | T   | 6  | K. SC Lokeren (I)                | K. FC Lommelse SK (P)           | 2-1       |             |             |
| 25/08/1979 | T   | 7  | K. Boom FC (II)                  | K. Wuustwezel FC (III)          | 2-1       |             |             |
| 25/08/1979 | T   | 8  | R. SC Anderlechtois (I)          | Union Momalloise (P)            | 6-2       |             |             |
| 25/08/1979 | T   | 9  | R. Antwerp FC (I)                | Witgoor Sport Dessel (III)      | 2-1       |             |             |
| 25/08/1979 | T   | 10 | kV Kortrijk ( II)                | Eendracht Gerhees Oostham (P)   | 3-0       |             |             |
| 25/08/1979 | T   | 11 | K. VG Oostende (III)             | Royale Union (II)               | 0-1       |             |             |
| 25/08/1979 | T   | 12 | RWD Molenbeek (I)                | UR Namur (III)                  | 2-0       |             |             |
| 25/08/1979 | T   | 13 | K. FC Diest (II)                 | K. FC Izegem (III)              | 1-0       |             |             |
| 25/08/1979 | T   | 14 | R. AA Louviéroise ( II)          | K. SV Oudenaarde (III)          | 2-1       |             |             |
| 25/08/1979 | T   | 15 | K. Lierse SV (I)                 | AS Oostende KM ( III)           | 2-1       |             |             |
| 26/08/1979 | T   | 16 | Racing Jet Bruxelles ( II)       | Club Brugge kV (I)              | 1-5       |             |             |
| 26/08/1979 | T   | 17 | R. Olympic Montignies (II)       | SV Boelare Eeklo (p-OVl)        | 2-0       |             |             |
| 26/08/1979 | T   | 18 | K. FC Winterslag (I)             | R. Wavre Sports ( p-Bbt)        | 10-0      |             |             |
| 26/08/1979 | T   | 19 | Bilzerse VV (III)                | K. SV Cercle Brugge ( I)        | 0-4       |             |             |
| 26/08/1979 | T   | 20 | K. RC Harelbeke (II)             | R. CS Andennais (P)             | 2-2       | 2-2         | 2-4         |
| 26/08/1979 | T   | 21 | K. RC Tienen (III)               | K. SV Waregem (I)               | 0-6       |             |             |
| 26/08/1979 | T   | 22 | R. FC Sérésien ( III)            | SK Beveren (I)                  | 3-3       | 3-3         | ?-?         |
| 26/08/1979 | T   | 23 | K. Beerschot VAV (I)             | K. FC Dessel Sport (III)        | 3-0       |             |             |
| 26/08/1979 | T   | 24 | K. Willebroekse SV (III)         | K. St-Truidense VV (II)         | 0-1       |             |             |
| 26/08/1979 | T   | 25 | R. Crossing Cl. Schaerbeek (III) | R. Standard de Liège (I)        | 0-1       |             |             |
| 26/08/1979 | T   | 26 | K. FC Zwarte Leeuw (P)           | R. Charleroi SC (I)             | 0-1       |             |             |
| 26/08/1979 | T   | 27 | R. Union Hutoise FC (P)          | K. Berchem Sport (I)            | 0-1       |             |             |
| 26/08/1979 | T   | 28 | K. AA Gent (II)                  | K. VV Looi Sport (III)          | 6-0       |             |             |
| 26/08/1979 | T   | 29 | VC Rotselaar ( III)              | kV Mechelen (II)                | 0-2       |             |             |
| 26/08/1979 | T   | 30 | K. SK Roeselare (III)            | K. SC Hasselt ( I)              | 2-0       |             |             |
| 26/08/1979 | T   | 31 | K. RC Mechelen (II)              | R. Dottignies Sport (P)         | 2-2       | 2-2         | ?-?         |
| 26/08/1979 | T   | 32 | R. Excelsior Mouscron ( P)       | K. SK Tongeren (II)             | 1-4       |             |             |

- NOTE 1: L'ordre du tirage initial a été inversé pour la rencontre Anderlecht-Momalle théoriquement prévue en terre liégeoise.
- NOTE 2: Le R. Dottignies Sport est administrativement dans la province de Hainaut mais, avec une dérogation de l'URBSFA, joue pour le compte de la province de Flandre occidentale.

## Seizièmes de finale

### Participants

#### par Régions
| Régions         | Total | D1 | D2 | D3 | P |
| --------------- | ----- | -- | -- | -- | - |
| Bruxelles       | 3     | 2  | 1  | 0  | 0 |
| Région flamande | 23    | 12 | 9  | 2  | 0 |
| Région wallonne | 6     | 3  | 2  | 0  | 1 |
| TOTAUX          | 32    | 17 | 12 | 2  | 1 |

#### par Provinces
Le Brabant wallon et la Province de Luxembourg ne sont plus représentés.
| # | Provinces                                                                    | Total | Div. 1 | Div. 2 | Div. 3 | Prom |
| - | ---------------------------------------------------------------------------- | ----- | ------ | ------ | ------ | ---- |
| 1 | Province d'Anvers                                                            | 7     | 4      | 3      | 0      | 0    |
| 2 | Province de Brabant Région de Bruxelles-Capitale Province du Brabant flamand | 4 3 1 | 2 2 0  | 2 1    | 0 0    | 0    |
| 3 | Province de Flandre-Occidentale                                              | 6     | 3      | 2      | 1      | 0    |
| 4 | Province de Flandre-Orientale                                                | 3     | 2      | 1      | 0      | 0    |
| 5 | Province de Hainaut                                                          | 3     | 1      | 2      | 0      | 0    |
| 6 | Province de Liège                                                            | 2     | 2      | 0      | 0      | 0    |
| 7 | Province de Limbourg                                                         | 6     | 3      | 2      | 1      | 0    |
| 8 | Province de Namur                                                            | 1     | 0      | 0      | 0      | 1    |
|   | TOTAUX                                                                       | 32    | 17     | 12     | 2      | 1    |

### Résultats
Ce tour est joué, le samedi 31 octobre 1979 et le dimanche 1er novembre 1979, en une seule manche disputée sur le terrain de la première équipe citée. En cas d'accord entre les clubs concernés, l'ordre du tirage au sort peut être inversé.
- 32 clubs, 16 rencontres.
  - L'épreuve perd six pensionnaires de l'élite, dont 4 par la faute de cercles de D2.
  - Belle performance du SK Roulers qui va chercher une place en Huitièmes à Diest.
  - Dans son stade Julien Pappa "rouge et noir" de monde (les deux clubs ont les mêmes couleurs), le R. CS Andennais offre une belle réplique à Winterslag. Mais les "Oursons", tout de blanc vêtus, doivent logiquement s'avouer vaincus dans la dernière partie de la rencontre.

|  | Clubs qualifiés pour le tour suivant |
|  | Tenant du trophée                    |

| Dates      | Niv | N° | Équipe 1                       | Équipe 2                   | Score 90' | Score Prol. | Tirs au but |
| 31/10/1979 | S   | 1  | K. SV Waterschei THOR Genk (I) | K. RC Mechelen (II)        | 5-1       |             |             |
| 31/10/1979 | S   | 2  | K. Lierse SV (I)               | K. Boom FC (II)            | 2-0       |             |             |
| 31/10/1979 | S   | 3  | K. SK Tongeren (II)            | K. Beringen FC (I)         | 2-0       |             |             |
| 31/10/1979 | S   | 4  | K. SC Lokeren (I)              | SK Beveren (I)             | 0-1       |             |             |
| 31/10/1979 | S   | 5  | K. SV Cercle Brugge ( I)       | R. AA Louviéroise ( II)    | 3-2       |             |             |
| 31/10/1979 | S   | 6  | K. FC Diest (II)               | K. SK Roeselare (III)      | 0-1       |             |             |
| 31/10/1979 | S   | 7  | R. SC Anderlechtois (I)        | Royale Union (II)          | 2-0       |             |             |
| 31/10/1979 | S   | 8  | R. Charleroi SC (I)            | R. FC Liégeois (I)         | 0-3       |             |             |
| 31/10/1979 | S   | 9  | K. Beerschot VAV (I)           | kV Mechelen (II)           | 3-2       |             |             |
| 31/10/1979 | S   | 10 | K. SV Waregem (I)              | Club Brugge kV (I)         | 0-3       |             |             |
| 31/10/1979 | S   | 11 | K. AA Gent (II)                | R. Antwerp FC (I)          | 4-1       |             |             |
| 31/10/1979 | S   | 12 | K. St-Truidense V (II)         | R. Standard de Liège (I)   | 1-3       |             |             |
| 01/11/1979 | S   | 13 | kV Kortrijk ( II)              | RWD Molenbeek (I)          | 4-2       |             |             |
| 01/11/1979 | S   | 14 | R. CS Andennais (P)            | K. FC Winterslag (I)       | 1-4       |             |             |
| 01/11/1979 | S   | 15 | K. Berchem Sport (I)           | K. SC Eendracht Aalst (II) | 1-0       |             |             |
| 01/11/1979 | S   | 16 | V&V Overpelt-Fabriek (III)     | R. Olympic Montignies (II) | 1-2       |             |             |

## Huitièmes de finale

### Participants

#### par Régions
| Régions         | Total | D1 | D2 | D3 |
| --------------- | ----- | -- | -- | -- |
| Bruxelles       | 1     | 1  | 0  | 0  |
| Région flamande | 12    | 8  | 3  | 1  |
| Région wallonne | 3     | 2  | 1  | 0  |
| TOTAUX          | 16    | 11 | 4  | 1  |

#### par Provinces
Plus de club du Brabant flamand et wallon, ni namurois, ni luxembourgeois.
| # | Provinces                                        | Total | Div. 1 | Div. 2 | Div. 3 |
| - | ------------------------------------------------ | ----- | ------ | ------ | ------ |
| 1 | Province d'Anvers                                | 3     | 3      | 0      | 0      |
| 2 | Province de Brabant Région de Bruxelles-Capitale | 1     | 1 1    | 0      | 0 0    |
| 3 | Province de Flandre-Occidentale                  | 4     | 2      | 1      | 1      |
| 4 | Province de Flandre-Orientale                    | 2     | 1      | 1      | 0      |
| 5 | Province de Hainaut                              | 1     | 0      | 1      | 0      |
| 6 | Province de Liège                                | 2     | 2      | 0      | 0      |
| 7 | Province de Limbourg                             | 3     | 1      | 1      | 0      |
|   | TOTAUX                                           | 16    | 11     | 4      | 1      |

### Résultats
Ce tour est joué, du 15 décembre 1979 au 9 janvier 1980, en une seule manche disputée sur le terrain de la première équipe citée. En cas d'accord entre les clubs concernés, l'ordre du tirage au sort peut être inversé. En cas d'égalité aux termes d'une prolongations de 2x15 minutes, la partie est rejouée sur le terrain de l'équipe qui s'est initialement déplacée.
- 32 clubs, 16 rencontres.
  - Une seule qualification obtenue en déplacement quand le Club Brugeois prend sa revanche de la dernière finale.
  - Deux autres cercles de D1 passent à la trappe des œuvres de clubs de D2.

|  | Clubs qualifiés pour le tour suivant |
|  | Tenant du trophée                    |

| Dates      | Niv | N° | Équipe 1                       | Équipe 2                   | Score 90' | Score Prol. | Tirs au but |
| 15/12/1979 | H   | 1  | KV Kortrijk ( II)              | K. Lierse SV (I)           | 4-1       |             |             |
| 15/12/1979 | H   | 2  | R. SC Anderlechtois (I)        | R. FC Liégeois (I)         | 2-0       |             |             |
| 15/12/1979 | H   | 3  | R. Standard de Liège (I)       | K. AA Gent (II)            | 1-0       |             |             |
| 16/12/1979 | H   | 4  | K. SK Roeselare (III)          | K. SV Cercle Brugge ( I)   | 1-1       | 1-1         | REPLAY !    |
| 23/12/1979 | H   | 5  | SK Beveren (I)                 | K. FC Winterslag (I)       | 4-0       |             |             |
| 23/12/1979 | H   | 6  | K. SK Tongeren (II)            | K. Berchem Sport (I)       | 3-0       |             |             |
| 09/01/1980 | H   | 7  | K. Beerschot VAV (I)           | Club Brugge kV (I)         | 0-1       |             |             |
| 09/01/1980 | H   | 8  | K. SV Waterschei THOR Genk (I) | R. Olympic Montignies (II) | 2-0       |             |             |

### Résultat - Replay
- Bel exploit du K. SK Roeselare sur les terres d'un club de l'élite lors du ""replay" de ce derby ouest-flandrien.

| Dates      | Niv | N°  | Équipe 1                 | Équipe 2              | Score 90' | Score Prol. | Tirs au but |
| 09/01/1980 | H   | 4-R | K. SV Cercle Brugge ( I) | K. SK Roeselare (III) | 1-2       |             |             |

## Quarts de finale

### Participants

#### par Régions
| Régions         | Total | D1 | D2 | D3 |
| --------------- | ----- | -- | -- | -- |
| Bruxelles       | 1     | 1  | 0  | 0  |
| Région flamande | 6     | 3  | 2  | 1  |
| Région wallonne | 1     | 1  | 0  | 0  |
| TOTAUX          | 8     | 5  | 2  | 1  |

#### par Provinces
Les provinces d'Anvers et de Hainaut ne sont plus représentées.
| # | Provinces                                        | Total | Div. 1 | Div. 2 | Div. 3 |
| - | ------------------------------------------------ | ----- | ------ | ------ | ------ |
| 1 | Province de Brabant Région de Bruxelles-Capitale | 1     | 1 1    | 0      | 0 0    |
| 2 | Province de Flandre-Occidentale                  | 3     | 1      | 1      | 1      |
| 3 | Province de Flandre-Orientale                    | 1     | 1      | 0      | 0      |
| 4 | Province de Liège                                | 1     | 1      | 0      | 0      |
| 5 | Province de Limbourg                             | 2     | 1      | 1      | 0      |
|   | TOTAUX                                           | 8     | 5      | 2      | 1      |

### Résultats
Les rencontres "aller" sont jouées les 22 et 23 février 1980. Les manches retour sont disputées le 23 mars 1980. En cas d'égalité sur l'ensemble des deux matchs, les buts inscrits en déplacement sont prépondérants. Si l'égalité subsiste: prolongation et tirs au but éventuels.
- 8 clubs, 2x 4 rencontres.
  - L'affiche incontournable de ces quarts de finale est évidemment la double confrontation entre Anderlecht et le Standard. Après un partage au Stade Constant Vanden Stock, les "Rouches" sortent leur grand rival grâce à une courte victoire au retour.
  - Petite surprise avec l'élimination du Club Brugge kV.

|  | Clubs qualifiés pour le tour suivant |

| Dates      | Niv | N°       | Équipe 1                       | Équipe 2                       | Score 90' | Score Prol. | Tirs au but |
| 23/02/1980 | Q   | 1 aller  | R. SC Anderlechtois (I)        | R. Standard de Liège (I)       | 1-1       |             |             |
| 23/03/1980 | Q   | 1 retour | R. Standard de Liège (I)       | R. SC Anderlechtois (I)        | 1-0       |             |             |
| 23/02/1980 | Q   | 2 aller  | K. SK Roeselare (III)          | kV Kortrijk ( II)              | 1-2       |             |             |
| 23/03/1980 | Q   | 2 retour | kV Kortrijk ( II)              | K. SK Roeselare (III)          | 0-1       |             |             |
| 24/02/1980 | Q   | 3 aller  | SK Beveren (I)                 | Club Brugge kV (I)             | 1-1       |             |             |
| 23/03/1980 | Q   | 3 retour | Club Brugge kV (I)             | SK Beveren (I)                 | 1-2       |             |             |
| 24/02/1980 | Q   | 4 aller  | K. SK Tongeren (II)            | K. SV Waterschei THOR Genk (I) | 1-1       |             |             |
| 23/03/1980 | Q   | 4 retour | K. SV Waterschei THOR Genk (I) | K. SK Tongeren (II)            | 2-1       |             |             |

## Demi-finales

### Participants

#### par Régions
| Régions         | Total | D1 | D2 |
| --------------- | ----- | -- | -- |
| Bruxelles       | 0     | 0  | 0  |
| Région flamande | 3     | 2  | 1  |
| Région wallonne | 1     | 1  | 0  |
| TOTAUX          | 4     | 3  | 1  |

#### par Provinces
Les provinces d'Anvers et de Hainaut ne sont plus représentées.
| # | Provinces                       | Total | Div. 1 | Div. 2 |
| - | ------------------------------- | ----- | ------ | ------ |
| 2 | Province de Flandre-Occidentale | 1     | 0      | 1      |
| 3 | Province de Flandre-Orientale   | 1     | 1      | 0      |
| 4 | Province de Liège               | 1     | 1      | 0      |
| 5 | Province de Limbourg            | 1     | 1      | 0      |
|   | TOTAUX                          | 4     | 3      | 1      |

### Résultats
Les demi-finales "aller" sont jouées les 17 et 18 mai 1980. Les rencontres retour ont lieu les 26 et 27 mai 1980. En cas d'égalité sur l'ensemble des deux matchs, les buts inscrits en déplacement sont prépondérants. Si l'égalité subsiste: prolongation et tirs au but éventuels.
- 4 clubs, 2x 2 rencontres.
  - Vice champion national, le Standard de Liège est le grandissime favori de sa demi-finale et même pour la victoire finale. Face à des Beverenois, modetes 11e en championnat, les "Rouches" obtiennent un partage vierge au Freethiel. On pense que le retour à Sclessin ne sera qu'une formalité. C'est mal connaître le "SKBéé", fieffée équipe de coupe, qui joue un tour pendable à son prestigieux hôte.
  - Victorieux de peu dans son vieux stade André Dumont, les "Thorians" se déplacement la boule au ventre aux Guldensporenstadion courtraisien, en raison du goal concédé à domicile. Mais les Limbourgeois résistent et tiennent un "0-0" qui leur ouvre les portes de la finale.

|  | Clubs qualifiés pour la finale |

| Dates      | Niv | N°       | Équipe 1                       | Équipe 2                       | Score 90' | Score Prol. | Tirs au but |
| 17/05/1980 | D   | 1 aller  | SK Beveren (I)                 | R. Standard de Liège (I)       | 0-0       |             |             |
| 27/05/1980 | D   | 1 retour | R. Standard de Liège (I)       | SK Beveren (I)                 | 0-1       |             |             |
| 18/05/1980 | D   | 2 aller  | K. SV Waterschei THOR Genk (I) | kV Kortrijk (II)               | 2-1       |             |             |
| 26/05/1980 | D   | 2 retour | kV Kortrijk ( II)              | K. SV Waterschei THOR Genk (I) | 0-0       |             |             |

## Finale
Si Beveren atteint sa deuxième finale en l'espace de trois saisons, THOR Waterschei a dû attendre 25 ans pour retrouver la rencontre décisive de la Coupe de Belgique. Sa première apparition à ce niveau, en 1955, s'était soldée par un cinglant "4-0", à l'avantage de l'Antwerp.
En ce 1er juin 1980, les "Thorians" sont pointés comme favroris. Ils ont terminé le championnat au 7e rang, soit quatre de mieux que les Waeslandiens. En championnat, les deux formations se sont quittées dos-à-dos (0-0) au Freethielstadion en octobre 1979. Lors du second tour, trois mois jours pour jour avant cette finale, Waterschei s'est imposé (3-1) à domicile.
| SV Waterschei THOR · |                  |  |
| Titulaires :         |                  |  |
|                      |                  |  |
| 1                    | Klaus Pudelko    |  |
| 2                    | Herman Houben    |  |
| 3                    | Pierre Plessers  |  |
| 4                    | Urbain Lespoix   |  |
| 5                    | Danny David      |  |
| 6                    | Jos Heyligen     |  |
| 7                    | Pier Janssen     |  |
| 8                    | Roland Janssen   |  |
| 9                    | Guido Swinnen    |  |
| 10                   | Heinz Gründel    |  |
| 11                   | Pär-Olof Ohlsson |  |
|                      |                  |  |
| Remplaçants :        |                  |  |
|                      |                  |  |
|                      |                  |  |
| Entraîneur :         |                  |  |
| Cor Brom             |                  |  |

| · SK Beveren ·  |                    |    |
| Titulaires :    |                    |    |
|                 |                    |    |
| 1               | Jean-Marie Pfaff   |    |
| 2               | Eddy Jaspers       |    |
| 3               | Paul Van Genechten |    |
| 4               | Freddy Buyl        |    |
| 5               | Marc Baecke        |    |
| 6               | Wim Hofkens        |    |
| 7               | Heinz Schönberger  |    |
| 8               | Bob Stevens        | ?e |
| 9               | Albert Cluytens    |    |
| 10              | Erwin Albert       |    |
| 11              | Jean Janssens      | ?e |
|                 |                    |    |
| Remplaçants :   |                    |    |
|                 | Florent Truyens    | ?e |
|                 | Dieter Weihrauch   | ?e |
|                 |                    |    |
| Entraîneur :    |                    |    |
| Robert Goethals |                    |    |

| SV Waterschei THOR · |                  |  |
| Titulaires :         |                  |  |
|                      |                  |  |
| 1                    | Klaus Pudelko    |  |
| 2                    | Herman Houben    |  |
| 3                    | Pierre Plessers  |  |
| 4                    | Urbain Lespoix   |  |
| 5                    | Danny David      |  |
| 6                    | Jos Heyligen     |  |
| 7                    | Pier Janssen     |  |
| 8                    | Roland Janssen   |  |
| 9                    | Guido Swinnen    |  |
| 10                   | Heinz Gründel    |  |
| 11                   | Pär-Olof Ohlsson |  |
|                      |                  |  |
| Remplaçants :        |                  |  |
|                      |                  |  |
|                      |                  |  |
| Entraîneur :         |                  |  |
| Cor Brom             |                  |  |

| · SK Beveren ·  |                    |    |
| Titulaires :    |                    |    |
|                 |                    |    |
| 1               | Jean-Marie Pfaff   |    |
| 2               | Eddy Jaspers       |    |
| 3               | Paul Van Genechten |    |
| 4               | Freddy Buyl        |    |
| 5               | Marc Baecke        |    |
| 6               | Wim Hofkens        |    |
| 7               | Heinz Schönberger  |    |
| 8               | Bob Stevens        | ?e |
| 9               | Albert Cluytens    |    |
| 10              | Erwin Albert       |    |
| 11              | Jean Janssens      | ?e |
|                 |                    |    |
| Remplaçants :   |                    |    |
|                 | Florent Truyens    | ?e |
|                 | Dieter Weihrauch   | ?e |
|                 |                    |    |
| Entraîneur :    |                    |    |
| Robert Goethals |                    |    |

## Clubs par divisions
| Division   | Quatrième tour préliminaire | +   | Trente-deuxièmes de finale | Seizièmes de finale | Huitièmes de finale | Quarts de finale | Demi-finales | Finale |
| ---------- | --------------------------- | --- | -------------------------- | ------------------- | ------------------- | ---------------- | ------------ | ------ |
| D1         |                             | +18 | 18                         | 17                  | 11                  | 5                | 3            | 2      |
| D2         | 2                           | +14 | 16                         | 12                  | 4                   | 2                | 1            | 0      |
| D3         | 30                          |     | 17                         | 2                   | 1                   | 1                | 0            | -      |
| Promotion  | 26                          |     | 11                         | 1                   | 0                   | -                | -            | -      |
| Provincial | 6                           |     | 2                          | 0                   | -                   | -                | -            | -      |
| Total      | 64                          | +32 | 64                         | 32                  | 16                  | 8                | 4            | 2      |

### Sources et liens externes
- Archives de l'ASBL Foot100
- Archives des journaux et quotidiens de l'époque